# 19
För andra betydelser, se 19 (olika betydelser).
19 (XIX) var ett normalår som började en söndag i den julianska kalendern.

## Händelser

### Okänt datum
- Marbod avsätts som kung över markomannerna av Catualda. Detta upphäver hotet från de germanska stammarna mot Romarriket ända till Marcus Aurelius styre och Rom sätter dem under sitt beskydd.
- Den romerske befälhavaren över Rhenlegionerna, Julius Caesar Germanicus, en av de mest älskade generalerna, mördas genom förgiftning. På sin dödsbädd anklagar han Piso, guvernören över Syrien, för att ha förgiftat honom.
- Tiberius utvisar egyptierna från Rom och deporterar 4.000 judar från Sicilien.
- Agrippina den äldre anklagar Gnaeus Calpurnius Piso för att ha mördat hennes man Germanicus i Antiochia. Piso begår då självmord i Rom.
- Detta är det sjätte och sista året i den kinesiska Xindynastins Tianfeng-era.
- Gondophares blir sakafolkets kung.

## Födda
- 10 oktober – Tiberius Gemellus barnbarn till Tiberius (död 37 eller 38)

## Avlidna
- Germanicus, romersk general (född 15 f.Kr.)
- Vonones I, kung av Partien